# Comuna Kameanka, Bileaiivka
Kameanka (în ucraineană Кам'янка) este o comună în raionul Bileaiivka, regiunea Odesa, Ucraina, formată din satele Cervona Hirka și Kameanka (reședința).

## Demografie
Componența lingvistică a comunei Kameanka
     Ucraineană (70,25%)
     Rusă (23,69%)
     Română (4,38%)
     Alte limbi (0,59%)
Conform recensământului din 2001, majoritatea populației comunei Kameanka era vorbitoare de ucraineană (70,25%), existând în minoritate și vorbitori de rusă (23,69%) și română (4,38%).